# In einem Land, das es nicht mehr gibt
In einem Land, das es nicht mehr gibt ist ein deutsches Filmdrama von Aelrun Goette, welches zum Teil auf wahren Begebenheiten basiert. Der Film lief am 6. Oktober 2022 landesweit in den Kinos an.

## Handlung
Die 18 Jahre alte Susanne „Suzie“ Schulz lebt 1989 mit ihrem Vater Klaus und ihrer jüngeren Schwester Kerstin in Ostberlin und steht kurz vor ihrem Schulabschluss. Ihr Plan ist es, Literatur zu studieren, um Schriftstellerin zu werden. Sie wird jedoch zuvor von der Volkspolizei aufgrund eines Schwerter-zu-Pflugscharen-Aufnähers aufgegriffen. Weil das Buch „1984“ von George Orwell, das in der DDR als staatsfeindliche Hetzschrift gilt, bei Suzie gefunden wird, erhält sie einen Schulverweis und wird zur Arbeit im Kabelwerk Oberspree (KWO) abgeordnet. 
Auf dem Weg zur Arbeit entdeckt sie eines Tages der Hobbyfotograf „Coyote“. Ihr Foto, das sie in der Straßenbahn sitzend zeigt, landet prompt in der Frauenzeitschrift Sibylle. Das nimmt wiederum ihre kleine Schwester Kerstin zum Anlass, bei der Redaktion anzufragen, ob auch sie ein Mannequin werden könne. Als Antwort erhält sie eine an Suzie gerichtete Einladung zu einem Redaktionsbesuch. In der Hoffnung, so der eintönigen Arbeit im KWO entfliehen zu können, nimmt Suzie die Einladung an. So lernt sie den Modeschöpfer und kreativen Freigeist Rudi kennen, der für die Sibylle arbeitet, ihr aber auch einen Blick hinter die Kulissen der alternativen, punkigen DDR-Modeszene verschafft. Dabei weckt Suzie allerdings das Misstrauen des Mannequins Uta, das zu Unrecht in Suzie einen IM der Stasi wittert. 
Nach einigen Schwierigkeiten wegen ihrer Vorgeschichte gelangt sie in die engere Auswahl der großen Präsentation der Modebranche bei der Leipziger Messe. Zuvor produziert der Fotograf Coyote für Sybille eine Bildstrecke von ihr und einigen Kolleginnen vom KWO im Arbeitsprozess, was beim dortigen Vorgesetzten auf Verärgerung stößt und ihr Kollektiv um eine Prämie bringt. Rudi bietet an, ihr richtiges Laufen beizubringen und sie lernt beim Besuch bei ihm seine alternative Modeszene kennen und deren engagierte Vorbereitungen für eine spezielle Show. Nach einem gemeinsamen Wochenende an der Ostsee mit der ganzen Truppe um Rudi kommen sie und Coyote sich näher. Auch er ist ein Freigeist, für die Partei jedoch ein „asoziales Subjekt“. 
Im Rahmen einer Sondervorführung vor dem Volkskammerpräsidenten Horst Sindermann unternimmt Uta auf dem Laufsteg diverse Mobbing-Aktionen gegen Susanne, verletzt sich aber schließlich selbst. Das gibt Rudi die Gelegenheit zur Erfüllung eines Traums, indem er vor dem versammelten Polit-Publikum als schwule Braut aufläuft. Der Volkskammerpräsident reagiert versteinert, Suzie rettet jedoch die Situation, indem sie ihm eine rote Nelke überreicht und ihn dadurch beschwichtigt. 
Dennoch geraten nun alle ins Fadenkreuz der Stasi. Coyote, mit dem sie ein Liebesverhältnis eingeht, geht in den Westen, Rudi wird zusammengeschlagen und die Kostüme für seine Show werden zerstört. Suzie gerät in Verdacht, die übrigen verraten zu haben. Tatsächlich aber hält sie einem Anwerbeversuch der Stasi stand: Bevor sie ihr Umfeld bespitzelt, möchte sie lieber wieder im KWO malochen. Da macht ihre Kollegin Gisela ihr klar, dass sie dort nicht hingehört und bringt sie auf eine Idee zur Rettung von Rudis Show. Suzie ermutigt ihn und seine Truppe, eine neue Show auf die Beine zu stellen. Das Finale des Films bildet diese alternative Modenschau: phantasievoll, opulent und bizarr.

## Produktion
Aelrun Goette, die Regie führte und das Drehbuch verfasste, gab an, der Film basiere auf ihrem eigenen Leben. Goette musste ihre schulische Laufbahn vorzeitig beenden und wurde kurz darauf im Jahr 1985 als Mannequin entdeckt. Nach dem Fall der Mauer holte Goette ihr Abitur nach und begann zunächst ein Studium der Philosophie an der Humboldt-Universität zu Berlin und im Anschluss ein Studium der Regie an der Filmuniversität Babelsberg Konrad Wolf. Den Plan, ihre Geschichte zu verfilmen, hatte sie schon länger ins Auge gefasst, es dauerte jedoch 14 Jahre, bis sich mit Cooky Ziesche, der federführenden Redakteurin vom RBB, und Tanja Ziegler mit ihrer Firma Ziegler Film das Vorhaben umsetzen ließ.
In Koproduktion wurde der Film mit Tobis Film, Studio Babelsberg und Gretchenfilm produziert. Die Dreharbeiten begannen am 13. April 2021 in Thüringen und Sachsen, unter anderem wurde im Seilwerk Zwickau gedreht. Sie wurden am 8. Juni 2021 in Berlin beendet. Die Premiere fand am 2. Oktober 2022 auf dem Filmfest Hamburg statt.

## Kritik
Die deutsche Film- und Medienbewertung verlieh dem Film das Prädikat „Besonders Wertvoll“.
‚Aelrun Goette schuf ein Drehbuch zu ihrem Film, welches nur das höchste Prädikat verdient, vor allem auch wegen den großartigen Dialogpartien, die den Film so spannend und glaubhaft authentisch machen… Insgesamt ist dieser Film ein herausragendes Kunstwerk…‘ Aus dem Gutachten der FBW-Jury
Das Lexikon des internationalen Films resümiert, dass der Film einen „würdigenden Blick auf die Modeszene der DDR“ wirft, der „durch einen überladenen Plot“ untergehe, „sodass sich vor allem die lustvolle Revision des Klischees vom ‚grauen‘ Osten einprägt.“
Die Website Filmstarts.de vergab 3 von 5 Sternen und schrieb dazu:

„‚In einem Land, das es nicht mehr gibt‘ rückt eine spannende neue Facette in den Fokus filmischer DDR-Aufarbeitung. Aber davon abgesehen, verläuft hier trotz einiger ganz starker Momente doch zu viel in den altbekannten Bahnen, um einen allzu nachhaltigen Eindruck zu hinterlassen.“

‚Von wegen, die DDR war nur grau. Die Regisseurin Aelrun Goette erzählt von kleinen Fluchten, von Mode, Schönheit und starken „Ostweibern“. Ihr Film ist eine Einladung, genauer auf den Staat zu schauen, den es nicht mehr gibt‘ SÜDDEUTSCHE ZEITUNG SEITE 3, Renate Meinhof, 29. September 2022
‚In einem Land, das es nicht mehr gibt‘ ist ein Glücksfall, wie es ihn im deutschen Kino selten gibt.‘ MITTELDEUTSCHE ZEITUNG, Martin Schwickert, 6. Oktober 2022
„Es ist ein betörend schöner Film, der DDR-Klischees umgeht, indem er die eher unbekannten Ecken des sozialistischen Alltags ausleuchtet“ „Der Film stellt auch offizielle DDR-Mode nach, wo alles starr ist, und Kontrolle regiert. Taucht aber auch ab in das Paralleluniversum von Kunst und Kreativität. Er dokumentiert eine Art ästhetische Republikflucht, will das Leben in der DDR aber nicht schönreden.“… „Goette gelingt ein tiefer Einblick, in eine bisher wenig bekannte Szene – die Modewelt der DDR. Sie zeigt aber auch, gegen den Untergang hilft nur die Eleganz.“ ARD TAGESTHEMEN, 3. Oktober 2022
'Aelrun Goette hat ihre eigenen Erinnerungen in wunderbares Erzählkino mit opulenten Bildern verwandelt.‘ EMOTION, Judka Strittmatter, 6. Oktober 2022
‚Aelrun Goette … hat einen mitreißenden, gut recherchierten und exzellent besetzten Film gedreht, der wie kein zweiter die wilde und anarchische Subkultur der untergehenden DDR zeigt. ROLLING STONE, Thomas Hummitzsch, 29. September 2022
„Weder dämonisierend noch veralbernd: Der Film entwirft ein stimmiges Bild der DDR“…„In authentischen Bildern entwirft sie [Aelrun Goette] ein Bild der DDR, das auf dramatische Zuspitzungen und übertriebene Klischees weitgehend verzichtet. Ihr mitreißend erzähltes Kinodebüt begeistert durch seine detailgenaue Ausstattung und ist auch in den Nebenrollen – u. a. Claudia Michelsen („Ku’damm 59“) als Modekönigin Elsa Wilbrodt und Jördis Triebel („Westen“) als Brigadeleiterin Gisela – großartig besetzt.“ CINEMA FILMTIP
„Für alle Generationen unbedingt sehenswert!“ WAZ / NRZ Oberhausen, 14. Oktober 2022
„Eine Feier der Schönheit gegen alle Widerstände“…„Dies ist kein düsterer Abgesang auf das unterdrückerische System der DDR, sondern eine zärtliche Annäherung an die Menschen und ihre Sehnsucht nach Freiheit.“ BRIGITTE WOMAN, 5. Oktober 2022
„ein visuell betörendes DDR-Jugenddrama, historisch und zeitlos zugleich“ … „Statt grauer Klischees bunte, sinnliche, frische Bilder“ … „spannendes, berührendes Coming-of-Age-Drama, das historisch-politisch verortet und zeitlos zugleich ist.“ … „Dieser visuell betörende, mitreißende und vom Schauspiel bis zum Setdesign glaubwürdige Film vermittelt die Schönheit des freien, des aufrechten Gangs, einer Sehnsuchtsgröße in jeder jungen Generation. Sie war es auch in diesem Land, das es nicht mehr gibt. Gerade dort.“  BADISCHE ZEITUNG
‚… voller Lebensfreude und großartig inszeniert!‘ Britta Schmeis, SZENE HAMBURG, 29. September 2022
‚Der neue Spielfilm „In einem Land, das es nicht mehr gibt“ beleuchtet nun dieses wenig bekannte Kapitel deutscher Modegeschichte.‘… VOGUE, Maria Hunstig, 27. September 2022
‚Aelrun Goette modelte erfolgreich in der DDR, jetzt hat sie einen Film über die Zeit gedreht. 33 Jahre nach dem Mauerfall erinnert sich die Regisseurin an eine Modeszene, die kreativer war als ihr Ruf‘ WELT AM SONNTAG, Dennis Braatz und Dagmar von Taube, 6. November 2022

## Auszeichnungen (Auswahl)
Rome Film Festival 2022
- Nominierung als Bester Film[10]

Günter-Rohrbach-Filmpreis 2022
- Darstellerpreis (Marlene Burow, Sabin Tambrea und David Schütter)[11][12]
- Preis des Oberbürgermeisters (Kostümbildnerin Regina Tiedeken)

Deutscher Filmpreis 2023
- Auszeichnung für die Beste weibliche Nebenrolle (Jördis Triebel)
- Nominierung für das Beste Kostümbild (Regina Tiedeken)
- Nominierung für das Beste Maskenbild (Annett Schulze, Dorit Jur und Ines Ransch)

Deutscher Hörfilmpreis 2023
- Auszeichnung in der Kategorie: Spielfilm – Kino